# Andrew Scheinman
Andrew Scheinman (* 19. April 1948) ist ein US-amerikanischer Filmproduzent, Drehbuchautor und Regisseur.
Scheinman produzierte 1980 seinen ersten Film und verfasste das Drehbuch zu Charlton Hestons Goldfieber. 1987 gründete er u. a. mit Rob Reiner die Filmgesellschaft Castle Rock Entertainment und produzierte in der Folgezeit etliche Filme, bei denen Reiner Regie führte. 1993 wurden Rob Reiner, David Brown und er als Produzenten von Eine Frage der Ehre für einen Oscar nominiert. Die Auszeichnung ging an Clint Eastwood für Erbarmungslos. Im gleichen Jahr erhielt er einen Emmy als Produzent der Fernsehserie Seinfeld.
Letztmals produzierte er im Jahr 1996 und verfasste seitdem einige Drehbücher, u. a. für die Filme Bait – Fette Beute und Flipped.

## Filmografie (Auswahl)
- 1982: Goldfieber (Mother Lode)
- 1986: Stand by Me – Das Geheimnis eines Sommers (Stand by Me)
- 1989: Harry und Sally (When Harry met Sally…)
- 1990: Misery
- 1992: Eine Frage der Ehre (A Few Good Men)
- 1994: Little Big Boss (Little Big League) (Regie)
- 1994: North
- 1996: Das Attentat (Ghosts of Mississippi)
- 1996: Extrem… mit allen Mitteln (Extreme Measures)
- 2000: Bait – Fette Beute (Bait)